# Corynesporasca caryotae
Corynesporasca caryotae är en svampart som beskrevs av Sivan. 1996. Corynesporasca caryotae ingår i släktet Corynesporasca och familjen Corynesporascaceae.   Inga underarter finns listade i Catalogue of Life.